# Mustapha Ben M'Barek
Pour les articles homonymes, voir Ben M’Barek.
Mustapha Ben M'Barek, né le 3 mai 1926 à Casablanca (Maroc), était un footballeur marocain puis français évoluant au poste d'attaquant.

## Biographie
Il est sélectionné deux  fois  en équipe de France en 1950 alors qu'il est sociétaire des Girondins de Bordeaux. Cette première sélection date du 4 juin 1950 face à la Belgique en match amical joué au Stade du Heysel à Bruxelles (défaite 4-1 des Bleus).et le 16 Mai 1951 contre l'Ecosse.
En club, il évolue au Wydad AC au Maroc puis aux Girondins de Bordeaux (1946-1951), à l'AS Troyes (1951-1952), au Racing club de France (1952-1954) et au CA Paris (1954-1955). Il est champion de France en 1950 (33 matchs joués sur 34 lors de la saison 1949-50) avec les Girondins.
Ce joueur est souvent répertorié par les sources au nom de « Mustapha » et pas de « Ben M'Barek ». Cet usage est mis en place dès la fin des années 1940 afin d'éviter la confusion avec Larbi Benbarek, dont le nom complet était Abdelkader Larbi Ben M'barek.

## Sources
- Guide "Football 54" de L'Équipe, p. 116
- M. Oreggia et JM et P. Cazal, L'intégrale de l'équipe de France de football (1904-1998), Paris, First édition, 1998, p. 131 et p. 466
- Gilles Gauthey, Le football professionnel français, Paris, 1961, pages jaunes de l'« index alphabétique des joueurs des clubs professionnels (1932-1961) » p. 74